# 지치부 철도
지치부 철도 주식회사 또는 치치부철도주식회사(일본어: 秩父鉄道株式会社, ちちぶてつどうかぶしきがいしゃ)는 사이타마현 북부에서 철도 노선을 운영하는 철도 회사이다. 약칭은 ‘지치테쓰’(치치테츠, 일본어: 秩鉄, ちちてつ)이다.

## 노선

### 영업중인 노선
- 철도
  - 지치부 본선: 하뉴 - 미쓰미네구치 71.7 km
  - 미카지리 선: 다케카와 - 구마가야 화물터미널(화물선) 7.6 km
  - 미와 선: 가게모리 - 미와역(화물선)

## 차량

### 전동차

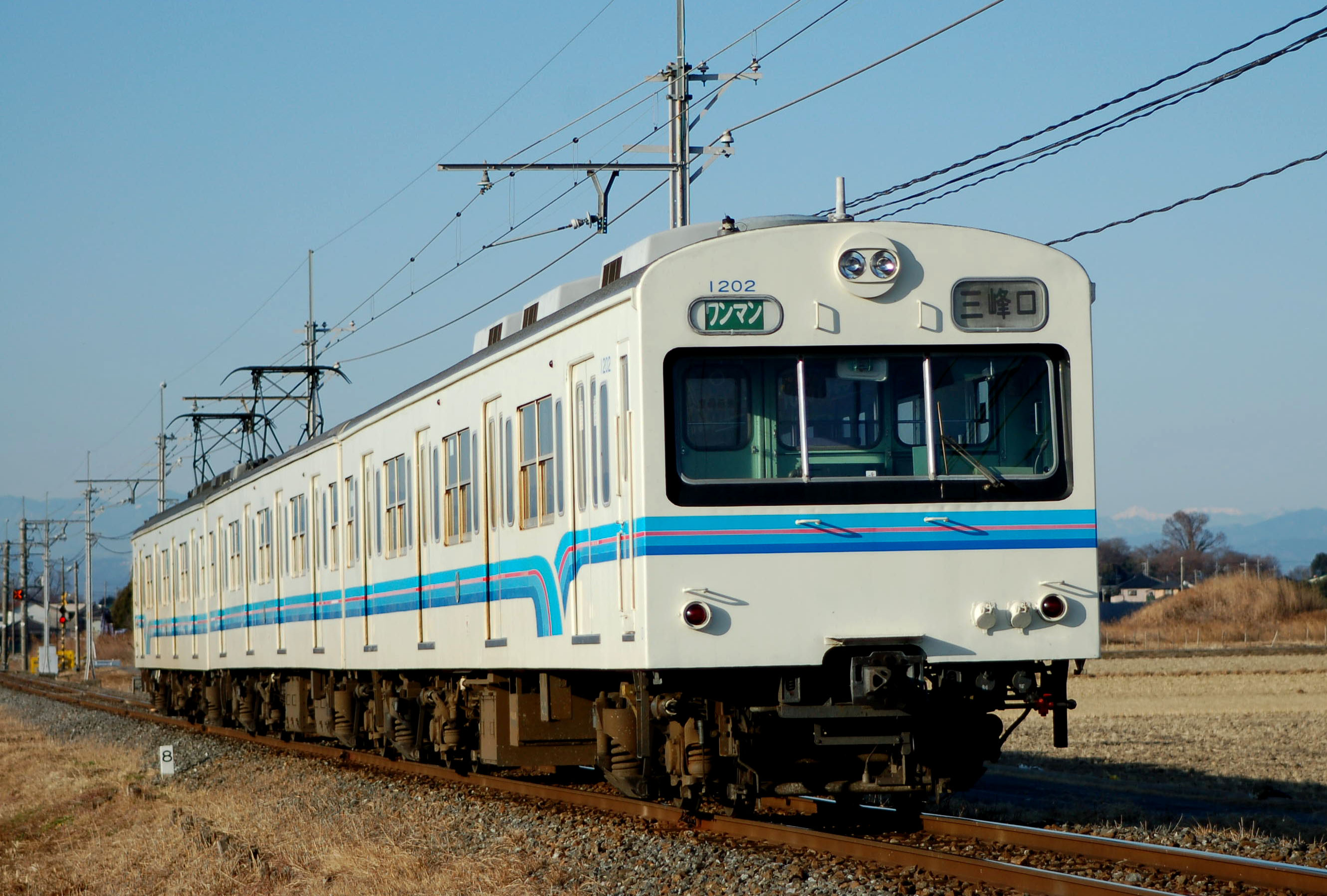
1000계
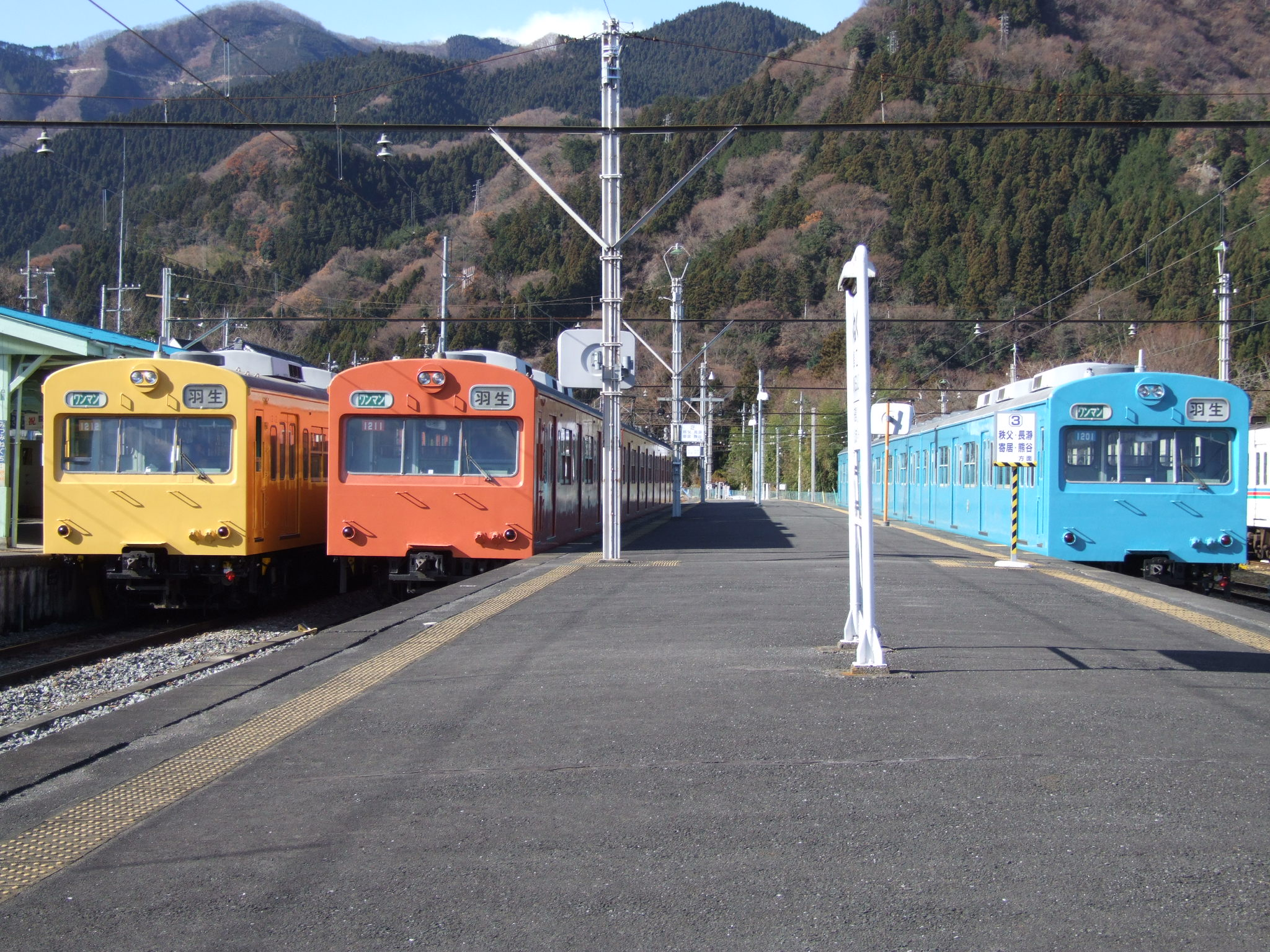
2000계
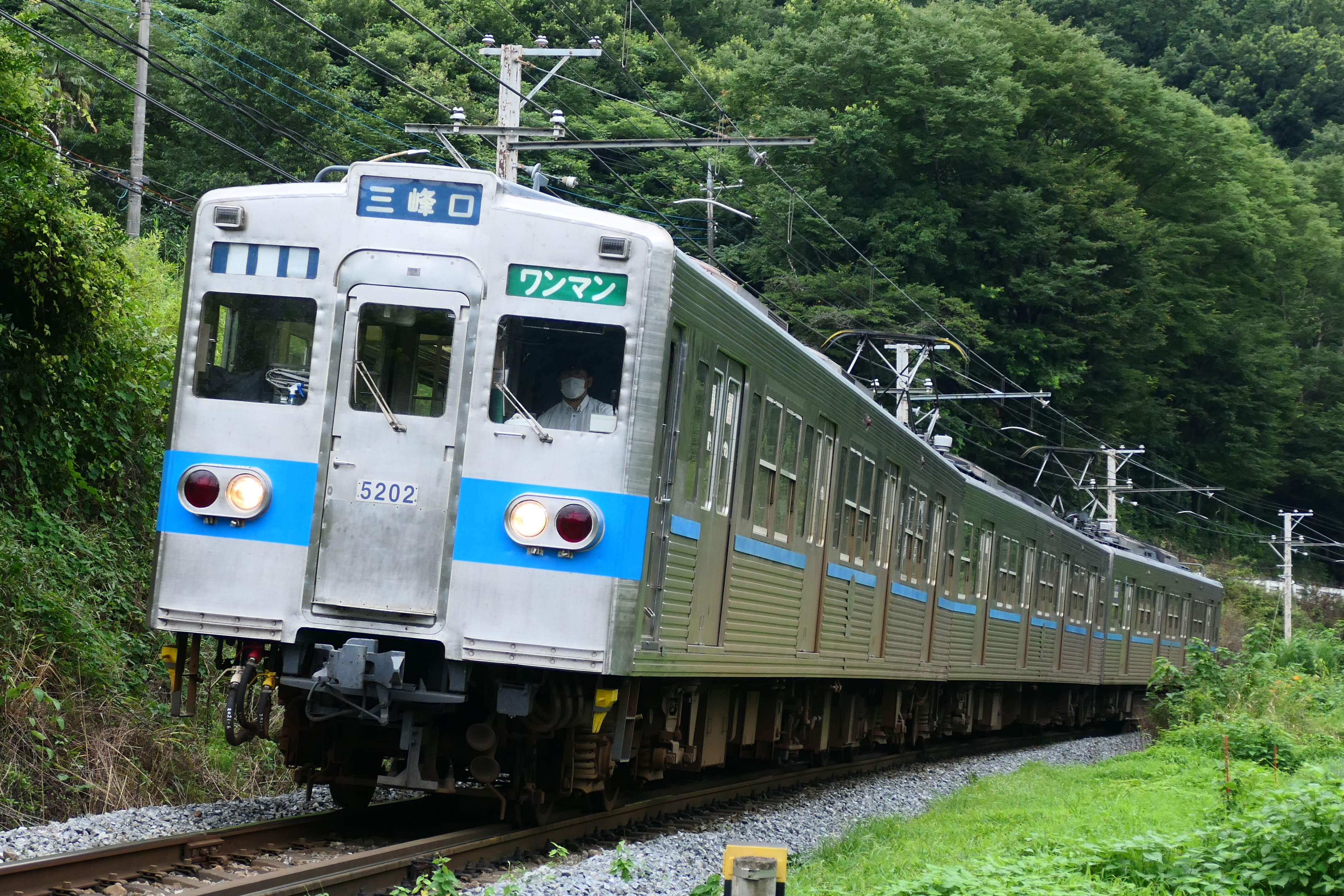
5000계
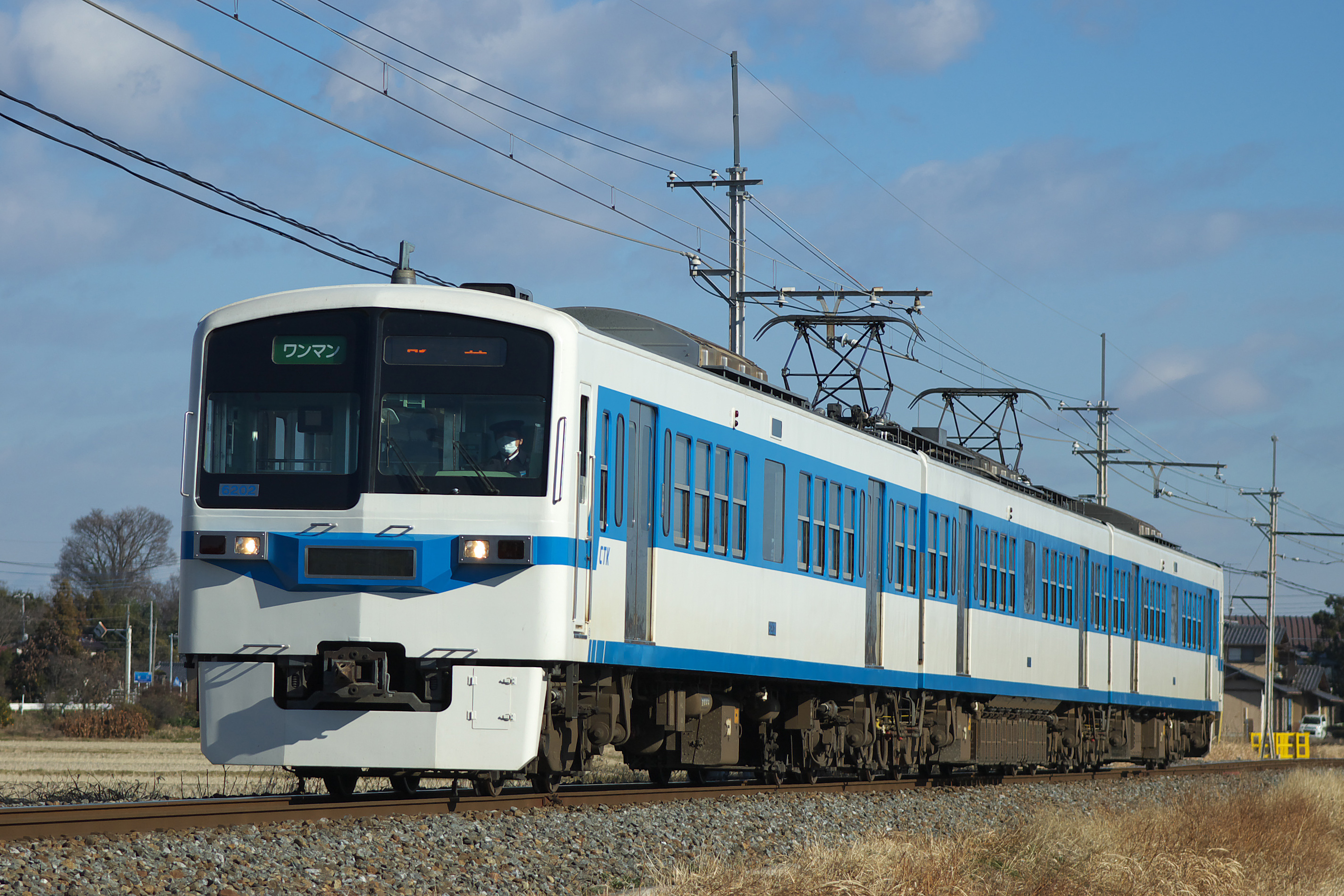
6000계(급행 전용)
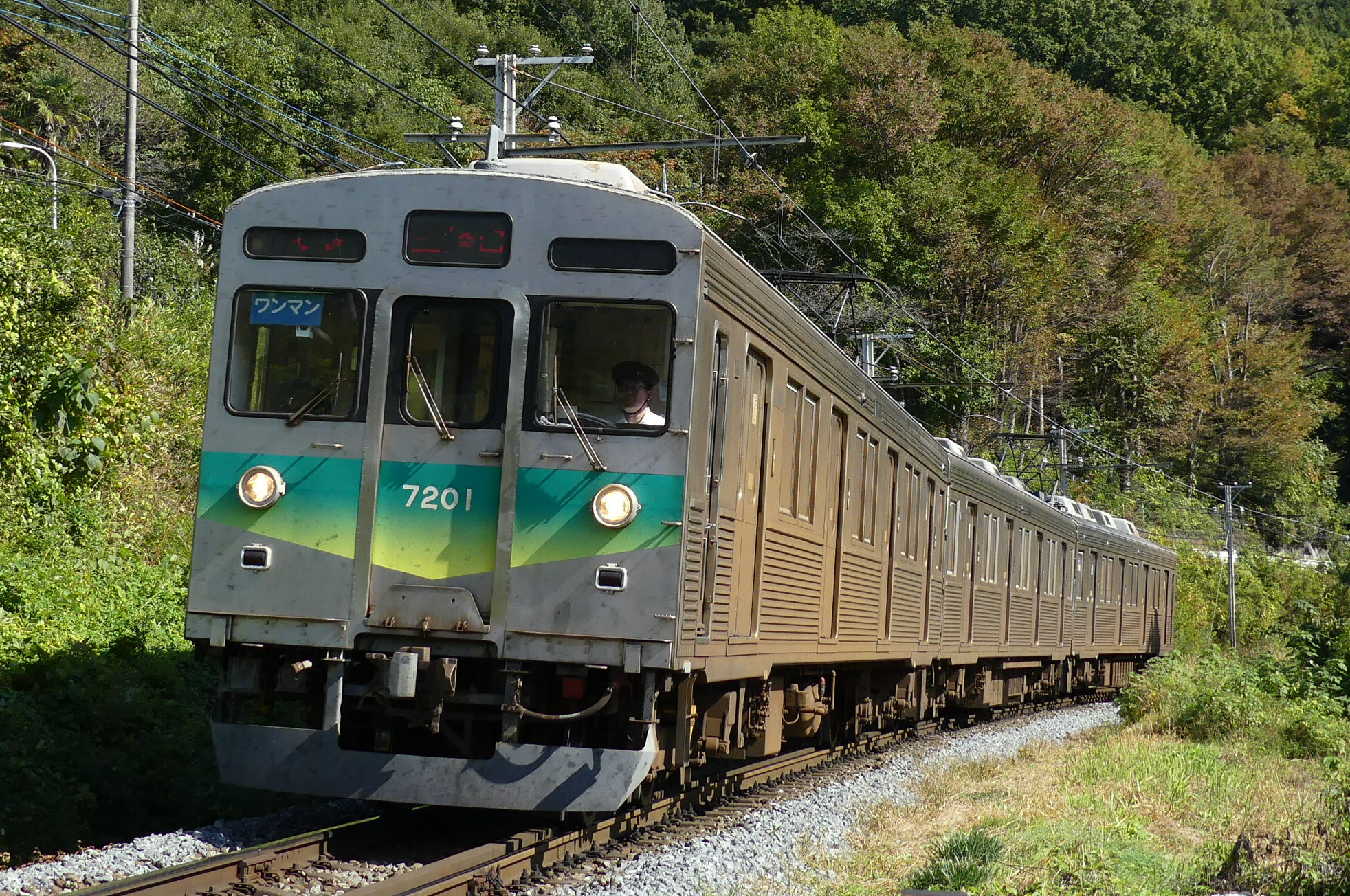
7000계
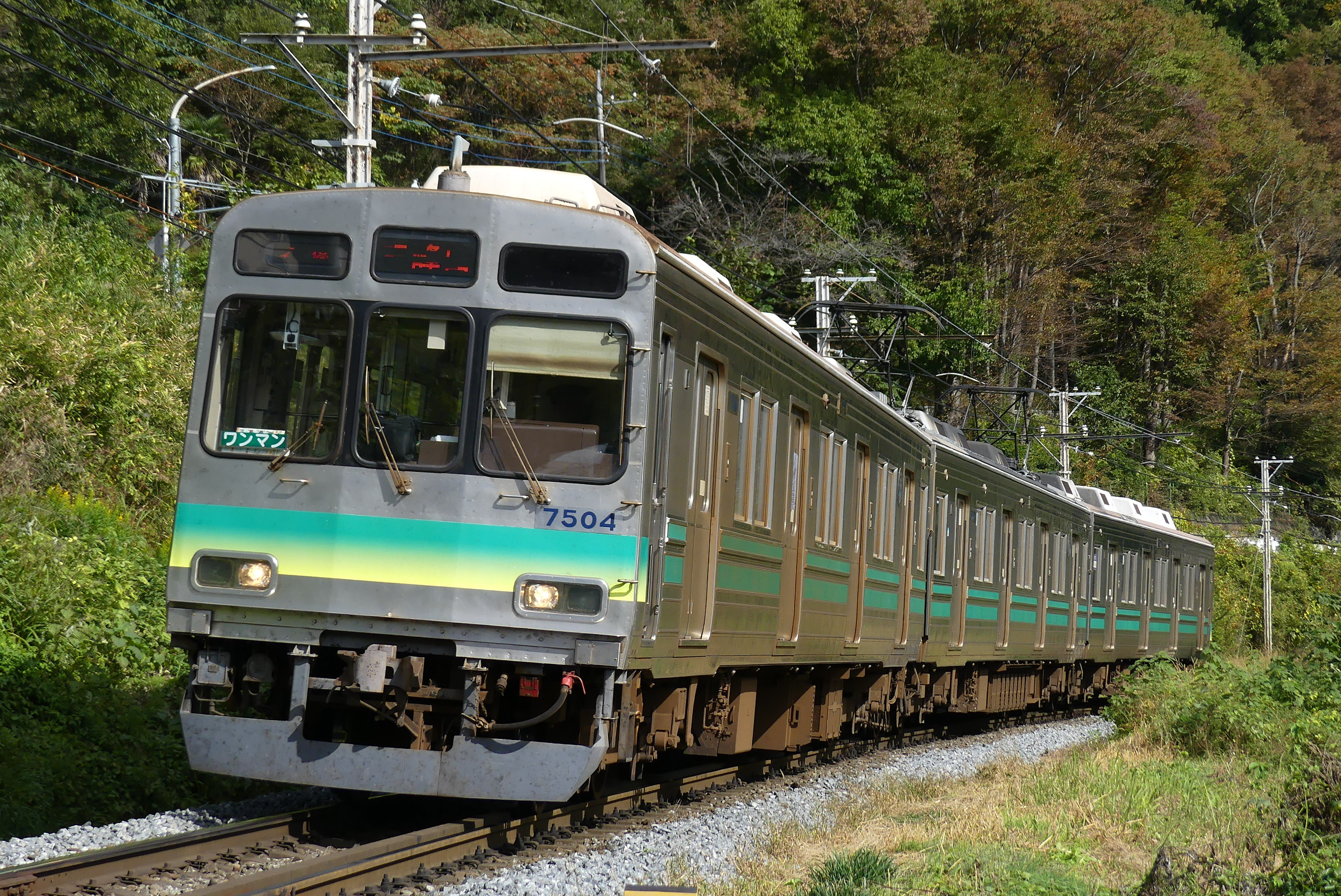
7500계

- 1000계
- 1000계(특별한 도색)
- 5000계
- 6000계
- 7000계
- 7500계

### 기관차

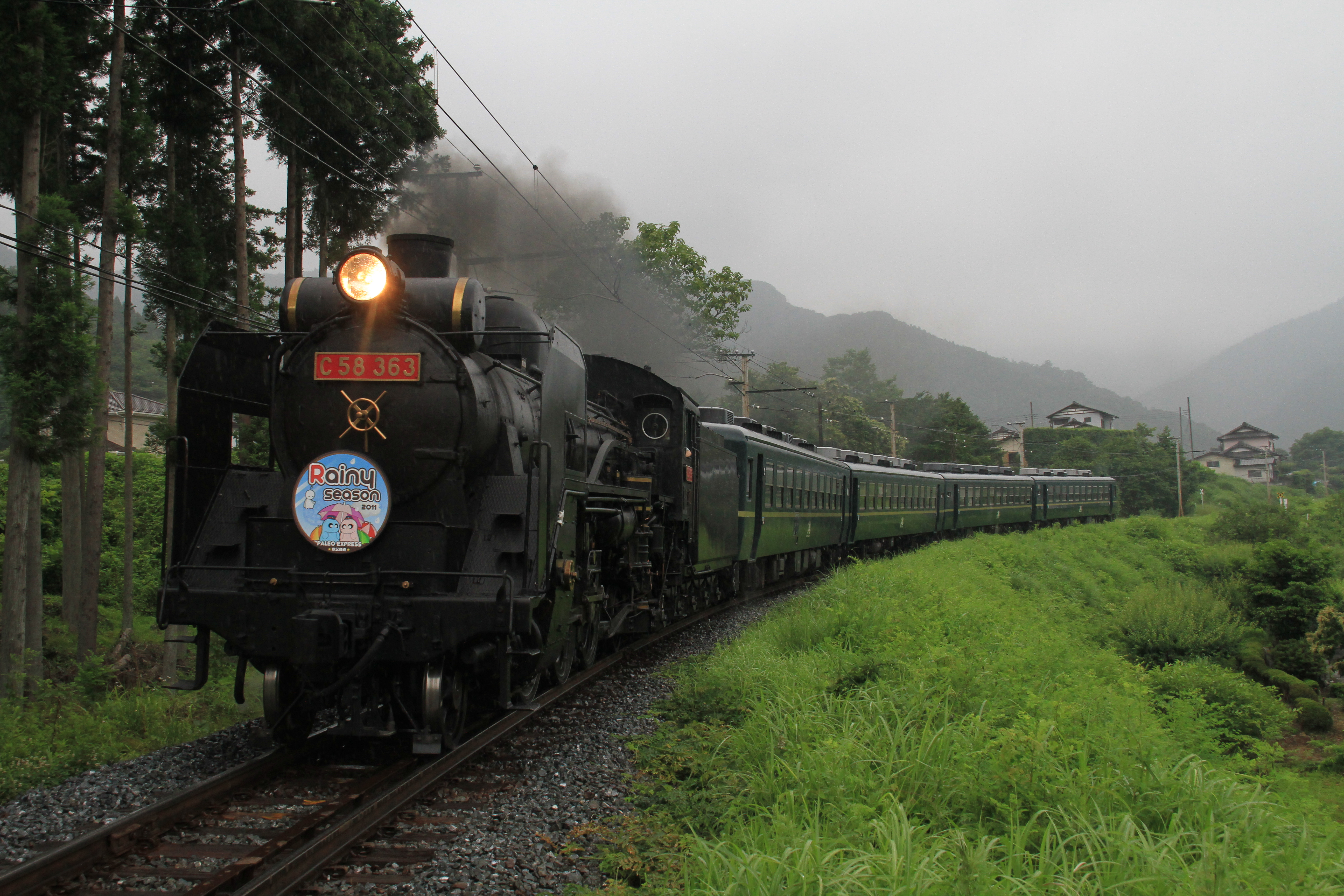
C58형
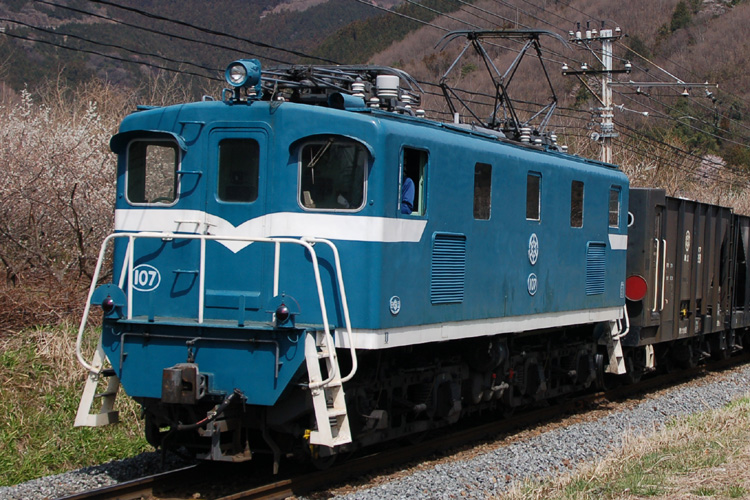
데키100형
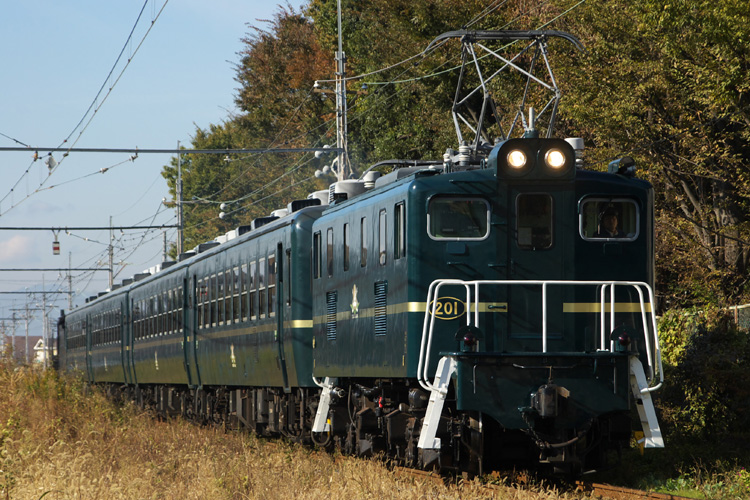
데키200형
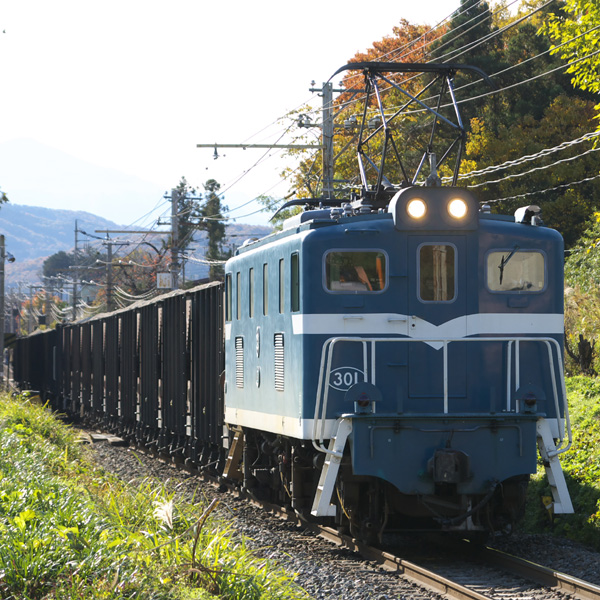
데키300형
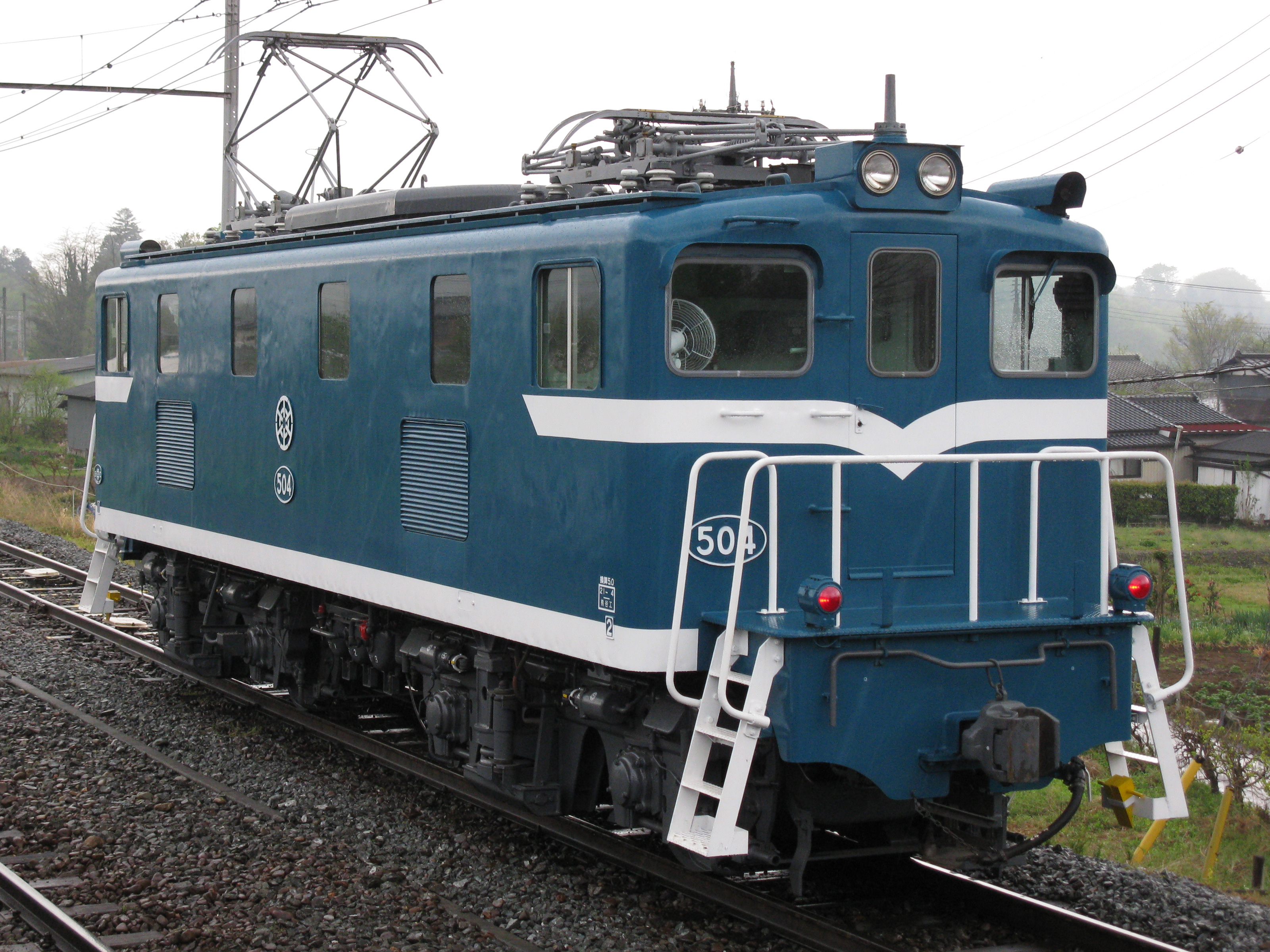
데키500형

- C58형
- 데키100형
- 데키200형
- 데키300형
- 데키500형